# Флаг Усть-Лужского сельского поселения
Флаг муниципального образования «Усть-Лу́жское сельское поселение» Кингисеппского муниципального района Ленинградской области Российской Федерации — опознавательно-правовой знак, служащий официальным символом муниципального образования.
Ныне действующий флаг утверждён 17 декабря 2007 года и внесён в Государственный геральдический регистр Российской Федерации с присвоением регистрационного номера 3492.

## Описание флага
«Флаг муниципального образования „Усть-Лужское сельское поселение“ Кингисеппского муниципального района Ленинградской области представляет собой прямоугольное полотнище с отношением ширины флага к длине — 2:3, воспроизводящее композицию герба муниципального образования „Усть-Лужское сельское поселение“ Кингисеппского муниципального района Ленинградской области в синем и белом цветах».
Геральдическое описание герба, утверждённого 3 августа 2007 года решением Совета депутатов муниципального образования «Усть-Лужское сельское поселение» № 158 гласило: «В лазоревом (синем, голубом) поле с серебряной волнистой оконечностью поверх всего — серебряный парусный корабль, плывущий прямо с таким же вымпелом на мачте; верхний парус обременён лазоревым пизанским крестом, обременённым серебряным вырубным крестом; сопровождённый в оконечности по сторонам двумя лазоревыми сообращёнными рыбами».
17 декабря 2007 года, решением Совета депутатов муниципального образования «Усть-Лужское сельское поселение» № 222, было утверждено новое описание герба поселения: «В лазоревом (синем, голубом) поле с серебряной волнистой оконечностью поверх всего — серебряный парусный корабль, плывущий прямо с таким же вымпелом на мачте; верхний парус обременён лазоревым вырубным крестом, обременённым серебряным пизанским крестом; сопровождённый в оконечности по сторонам двумя лазоревыми сообращёнными рыбами».

## Обоснование символики
Флаг составлен на основании герба муниципального образования, в соответствии с традициями и правилами геральдики и отражает исторические, культурные, социально-экономические, национальные и иные местные традиции.
В основе символики флага использованы элементы ингерманландской и водской национальной символики — вырубной крест (символ ингерманландцев) и т. н. пизанский крест, изображение которого присутствует на национальном водском гербе и флаге. Деревня Лужицы (местное название — Луутса), расположенная на побережье Лужской губы Финского залива является последней деревней компактного проживания води (самоназвание — «ваддялайсет») — коренного малочисленного народа Ленинградской области.
В переводе с водского «vadja» означает «клин», «кол». Пизанский крест — стилизация, напоминающая старинные каменные кресты — обереги, достигающие в размерах около метра. В старину они носили ритуальный характер, здесь совершали священнодействия, просили у бога милости.
Рыбы — исторически традиционный промысел местного населения — рыболовство, а также символизирует образованный в 1932 году в Усть-Луге рыбокомбинат. Ныне ОАО «Усть-Лужский рыбокомбинат» — крупное (посёлкообразующее) предприятие на территории Усть-Лужского сельского поселения.
Синий цвет (лазурь) символизирует бескрайние просторы Финского залива, а также честность, верность, безупречность, красота, мир, возвышенные устремления.
Белый цвет (серебро) — чистоту помыслов, искренность, правдивость, невинность, благородство, откровенность, непорочность, надежда.
Жёлтый цвет (золото) — постоянство, прочность, знатность, справедливость, верность, благодать, солнечный свет и урожай.